# 日本のテレビアニメ作品一覧 (さ行)
- アニメ > テレビアニメ > 日本のテレビアニメ作品一覧 > 日本のテレビアニメ作品一覧 (さ行)
- アニメ > アニメ作品一覧 > 日本のテレビアニメ作品一覧 > 日本のテレビアニメ作品一覧 (さ行)

日本のテレビアニメ作品一覧 (さ行)（にほんのテレビアニメさくひんいちらん (さぎょう)）は「さ行」で始まる日本のテレビアニメ作品一覧。

## さ
- さぁイコー! たまごっち - OLM
- サークレット・プリンセス - SILVER LINK.
- サーバント×サービス - A-1 Pictures
- 彩雲国物語 - マッドハウス
- 斉木楠雄のΨ難 - EGG FIRM×J.C.STAFF
- Ψchic Academy 煌羅万象（サイキックアカデミーおうらばんしょう） - イージー・フィルム
- 最強陰陽師の異世界転生記 - スタジオブラン
- 最強王図鑑 ～The Ultimate Battles～ - OLM
- 最強タンクの迷宮攻略〜体力9999のレアスキル持ちタンク、勇者パーティーを追放される〜 - STUDIO POLON
- 最凶の支援職【話術士】である俺は世界最強クランを従える - FelixFilm×画狂
- 最強武将伝 三国演義 -  北京輝煌動画、 フューチャー・プラネット
- 最強ロボ ダイオージャ - 日本サンライズ
- 最近、妹のようすがちょっとおかしいんだが。 - project No.9
- 最近雇ったメイドが怪しい -  SILVER LINK.×BLADE
- サイコアーマー・ゴーバリアン - ナック
- さいころボット コンボック -  CINEPIX
- 最弱テイマーはゴミ拾いの旅を始めました。 - STUDIO MASSKET
- 最弱無敗の神装機竜 - Lerche
- 最終試験くじら - ZEXCS
- 最終兵器彼女 - GONZO
- 最果てのパラディン - Children's Playground Entertainment
- サイボーグクロちゃん - スタジオボギー
- サイボーグ009（第1作） - 東映動画
  - サイボーグ009（第2作） - 日本サンライズ
  - サイボーグ009 THE CYBORG SOLDIER - ジャパンヴィステック
- サイボットロボッチ - ナック
- 最遊記RELOAD - ぴえろ
  - 最遊記RELOAD GUNLOCK - ぴえろ
- サイレントメビウス - RADIX
- ザ☆ウルトラマン - 日本サンライズ
- 冴えない彼女の育てかた - A-1 Pictures
  - 冴えない彼女の育てかた♭ - A-1 Pictures
- 坂道のアポロン - MAPPA、手塚プロダクション
- 坂本ですが? - スタジオディーン
- 魁!!男塾 - 東映動画
- 魁!!クロマティ高校 - Production I.G
- 咲-Saki- - GONZO
  - 咲-Saki-阿知賀編 episode of side-A - Studio五組
  - 咲-Saki-全国編 - Studio五組
- 櫻子さんの足下には死体が埋まっている - TROYCA
- さくら荘のペットな彼女 - J.C.STAFF
- サクラクエスト - P.A.WORKS
- サクラ大戦TV - マッドハウス
- サクラダリセット - david production
- 桜Trick - スタジオディーン
- さくらももこ劇場コジコジ - 日本アニメーション
- サザエさん - エイケン
- 佐々木とピーちゃん - SILVER LINK.
- 佐々木と宮野 -  スタジオディーン
- ザ・サード〜蒼い瞳の少女〜 - XEBEC
- ささみさん@がんばらない - シャフト
- 砂沙美☆魔法少女クラブ（ささみ まほうしょうじょクラブ） - AICスピリッツ
- ささめきこと - AIC
- ささやくように恋を唄う - 横浜アニメーションラボ＆クラウドハーツ
- さすがの猿飛 - 土田プロ
- サスケ - TCJ
- さすらいくん - シンエイ動画
- さすらいの少女ネル - ダックスインターナショナル
- さすらいの太陽 - 虫プロ
- ザツ学課長 - 東北新社
- 殺戮の天使 - J.C.STAFF
- 砂漠の海賊! キャプテンクッパ - ビィートレイン
- さばげぶっ! - studioぴえろ+
- 錆喰いビスコ - OZ
- ザ・ファブル - 手塚プロダクション
- 佐武と市捕物控 - 虫プロ、東映動画、スタジオ・ゼロ
- サマータイムレンダ -  小学館集英社プロダクション
- サムライガン - エッグ
- 侍ジャイアンツ - 東京ムービー
- サムライスピリッツ 破天降魔の章 - スタジオ コメット
- サムライチャンプルー - マングローブ
- サムライフラメンコ - マングローブ
- さようなら竜生、こんにちは人生 - SynergySP、ベガエンタテイメント
- さよなら絶望先生 - シャフト
  - 俗・さよなら絶望先生 - シャフト
  - 【懺・】さよなら絶望先生 - シャフト
- さよなら私のクラマー - ライデンフィルム
- さらい屋 五葉 - マングローブ
- さらざんまい - MAPPA、ラパントラック
- サラダ十勇士トマトマン - アニメーション21
- サラリーマンが異世界に行ったら四天王になった話 - GEEKTOYS、CompTown
- サラリーマン・ミニミニ作戦 - ピープロ
- サラリーマン金太郎 - ジェイ・シー・エフ
- さるとびエッちゃん - 東映動画
- されど罪人は竜と踊る - セブン・アークス・ピクチャーズ
- さんかく窓の外側は夜 - ゼロジー
- 3月のライオン - シャフト
- さんかれあ - スタジオディーン
- 残響のテロル - MAPPA
- サンゴ礁伝説 青い海のエルフィ - 日本アニメーション
- 30歳の保健体育 - ギャザリング
- 30歳まで童貞だと魔法使いになれるらしい - サテライト
- 三者三葉 - 動画工房
- 山賊の娘ローニャ - ポリゴン・ピクチュアズ
- 3丁目のタマ うちのタマ知りませんか? - グループ・タック
- ざんねんないきもの事典 -  ＮＨＫエンタープライズ
- サンリオ男子 - studio ぴえろ

## し
アルファベットの「C」で始まるものについては「日本のテレビアニメ作品一覧 (アルファベット)#C」も参照。
- しあわせソウのオコジョさん - RADIX
- じいさんばあさん若返る - 月虹
- シートン動物記 くまの子ジャッキー - 日本アニメーション
- シートン動物記 りすのバナー - 日本アニメーション
- ジーンシャフト - サテライト、スタジオガゼル
- ジーンダイバー - スタジオジュニオ
- ジェッターマルス - 東映動画
- ジェネレイターガウル - タツノコプロ
- しおんの王 - スタジオディーン
- 四月は君の嘘 - A-1 Pictures
- しかのこのこのここしたんたん - WIT STUDIO
- 屍姫 赫 - GAINAX、feel.
  - 屍姫 玄 - GAINAX、feel.
- 時間の支配者 - project No.9
- 屍鬼 - 童夢
- シキザクラ -  サブリメイション
- 時空探偵ゲンシクン - グループ・タック
- 時空転抄ナスカ - GENCO、RADIX
- シグルイ - マッドハウス
- しーくれっとみっしょん〜潜入捜査官は絶対に負けない!〜 -  ラビットゲート
- 時光代理人 -LINK CLICK- - 瀾映画
  - 時光代理人 -LINK CLICK-Ⅱ - 瀾映画
- 地獄少女 - スタジオディーン
  - 地獄少女 二籠 - スタジオディーン
  - 地獄少女 三鼎 - スタジオディーン
  - 地獄少女 宵伽 - スタジオディーン
- 地獄先生ぬ〜べ〜 - 東映動画
- 地獄楽 - MAPPA
- シゴフミ - J.C.STAFF
- 史上最強の大魔王、村人Aに転生する - SILVER LINK.、BLADE
- 史上最強の弟子ケンイチ - トムス・エンタテインメント
- 事情を知らない転校生がグイグイくる。 -  スタジオサインポスト
- シスター♥プリンセス - ゼクシズ
  - シスター・プリンセス RePure - ゼクシズ
- 七星のスバル - Lerche
- 七人のナナ - A.C.G.T
- 実は俺、最強でした? -  Staple Entertainment株式会社
- 実は私は - トムス・エンタテインメント/3xCube
- 失格紋の最強賢者 - J.C.STAFF
- 疾風!アイアンリーガー - サンライズ
- シティーハンター - サンライズ
  - シティーハンター2 - サンライズ
  - シティーハンター3 - サンライズ
  - シティーハンター'91 - サンライズ
  - エンジェル・ハート - トムス・エンタテインメント
- 自動販売機に生まれ変わった俺は迷宮を彷徨う -  Studio五組ｘAXsiZ
- シドニアの騎士 - ポリゴン・ピクチュアズ
  - シドニアの騎士 第九惑星戦役 - ポリゴン・ピクチュアズ
- しにがみのバラッド。 - グループ・タック
- 死神坊ちゃんと黒メイド（第1期） - J.C.STAFF
  - 死神坊ちゃんと黒メイド（第2期） - J.C.STAFF
  - 死神坊ちゃんと黒メイド（第3期） - J.C.STAFF
- 忍の一時 - TROYCA
- しばいぬ子さん - ダックスプロダクション、ホットライン
- ジバクくん - トランス・アーツ
- 地縛少年花子くん - Lerche
  - 地縛少年花子くん2 - Lerche
- しばわんこの和のこころ - スリー・ディ、メビウス・トーン
- ジパング - スタジオディーン
- しましまとらのしまじろう - ビックウエスト、スタジオ旗艦
- 島んちゅMiRiKa - ソラティア
- シムーン（Simoun） - スタジオディーン
- ジムボタン - エイケン
- 下ネタという概念が存在しない退屈な世界 - J.C.STAFF
- シャーマンキング - XEBEC
- 巨神ゴーグ（ジャイアント - ） - 日本サンライズ
- シャイニング・ティアーズ・クロス・ウィンド - スタジオディーン
- シャイニング・ハーツ 〜幸せのパン〜 - Production I.G
- シャインポスト - スタジオKAI

- 灼熱の卓球娘 - キネマシトラス
- 灼眼のシャナ - J.C.STAFF
  - 灼眼のシャナII -Second- - J.C.STAFF
  - 灼眼のシャナIII -Final- - J.C.STAFF
- 弱キャラ友崎くん - project No.9
  - 弱キャラ友崎くん 2nd STAGE - project No.9
- 邪神ちゃんドロップキック - ノーマッド
  - 邪神ちゃんドロップキック' - ノーマッド
  - 邪神ちゃんドロップキックX - ノーマッド
  - 邪神ちゃんドロップキック【世紀末編】 - マカリア
- 社長、バトルの時間です! - C2C
- 社畜さんは幼女幽霊に癒されたい。 -  project No.9
- シャドウバース - ZEXCS
- シャドーハウス - CloverWorks
  - シャドーハウス 2nd Season -  CloverWorks
  - シャドウバースF アーク編- ZEXCS
- ジャヒー様はくじけない! - SILVER LINK.
- じゃりン子チエ - 東京ムービー新社
  - チエちゃん奮戦記 じゃりン子チエ - 東京ムービー新社
- シャングリ・ラ - GONZO
- シャングリラ・フロンティア - C2C
  - シャングリラ・フロンティア 2nd season - C2C
- ジャングル黒べえ - 東京ムービー
- ジャングル大帝（第1作） - 虫プロ
  - 新ジャングル大帝 進めレオ! - 虫プロ
  - ジャングル大帝（第3作） - 手塚プロ
- ジャングルの王者ターちゃん♡ - グループ・タック
- ジャングルはいつもハレのちグゥ - シンエイ動画
- ジャンケンマン - ビックウエスト、葦プロダクション
- じゃんたま PONG☆ - SCOOTER FILMS
  - じゃんたま カン!! - アルケ
- シャンプー王子 - ダックスプロダクション
- シュヴァリエ - Production I.G
- シュヴァルツェスマーケン - ixtl、LIDENFILMS
- 獣王星 - ボンズ
- 銃皇無尽のファフニール - ディオメディア
- 獣神演武 -HERO TALES- - スタジオフラッグ
- 獣神ライガー - サンライズ
- 重戦機エルガイム - 日本サンライズ
- 獣戦士ガルキーバ - サンライズ
- 獣旋バトル モンスーノ - ラークスエンタテインメント
- シュート!Goal to the Future - EMTスクエアード、マジックバス
- 柔道讃歌 - 東京ムービー
- 十二国記 - ぴえろ
- 十二大戦 - グラフィニカ
- 12歳。〜ちっちゃなムネのトキメキ〜 - OLM
- 十二戦支 爆烈エトレンジャー - シャフト
- 獣兵衛忍風帖 龍宝玉篇 - マッドハウス
- 十兵衛ちゃん -ラブリー眼帯の秘密- - マッドハウス
  - 十兵衛ちゃん2 -シベリア柳生の逆襲- - マッドハウス
- 終末トレインどこへいく? - EMTスクエアード
- 終末なにしてますか? 忙しいですか? 救ってもらっていいですか? - サテライト、C2C
- 終末のイゼッタ - 亜細亜堂
- 終末のハーレム - Studio五組×AXsiZ
- 終末のワルキューレ - グラフィニカ
- 16bitセンセーション ANOTHER LAYER -  st.シルバー
- ジュエルペット - スタジオコメット
  - ジュエルペット てぃんくる☆ - スタジオコメット
  - ジュエルペット サンシャイン - スタジオコメット
  - ジュエルペット きら☆デコッ! - スタジオコメット
  - ジュエルペット ハッピネス - スタジオコメット
  - レディ ジュエルペット - ZEXCS、スタジオコメット
  - ジュエルペット マジカルチェンジ - スタジオディーン、トムス・エンタテイメント
- シュガーアップル・フェアリーテイル-  J.C.STAFF
- シュガーバニーズ - 旭プロダクション
  - シュガーバニーズ ショコラ! - 旭プロダクション
  - シュガーバニーズ フルール - 旭プロダクション
- シュガシュガルーン - ぴえろ
- 祝福のカンパネラ - AIC
- しゅごキャラ! - サテライト
- 呪術廻戦（第1期） - MAPPA
  - 呪術廻戦（第2期） - MAPPA
- 出撃!マシンロボレスキュー - サンライズ
- 修羅の刻 - スタジオコメット
- 純潔のマリア - Production I.G
- 純情ロマンチカ - スタジオディーン
  - 純情ロマンチカ2 - スタジオディーン
  - 純情ロマンチカ3 - スタジオディーン
- 女王陛下のプティアンジェ - 日本アニメーション
- 城下町のダンデライオン - プロダクションアイムズ
- 小公子セディ - 日本アニメーション
- 小公女セーラ - 日本アニメーション
- 小市民シリーズ - ラパントラック
- 少女革命ウテナ - J.C.STAFF
- 少女☆歌劇 レヴュースタァライト - キネマシトラス
- 少女終末旅行 - WHITE FOX
- 少女たちは荒野を目指す - project No.9
- 少年アシベ - ライフワーク
- 少年陰陽師 - スタジオディーン
- 少年徳川家康 - 東映動画
- 少年忍者風のフジ丸 - 東映動画
- 少年ハリウッド -HOLLY STAGE FOR 49- - ZEXCS
  - 少年ハリウッド -HOLLY STAGE FOR 50- - ZEXCS
- 少年メイド - エイトビット
- 消滅都市 - マッドハウス
- 昭和アホ草紙あかぬけ一番! - タツノコプロ
- 昭和元禄落語心中 - スタジオディーン
  - 昭和元禄落語心中 -助六再び篇- - スタジオディーン
- 食戟のソーマ - J.C.STAFF
  - 食戟のソーマ 弐ノ皿 - J.C.STAFF
  - 食戟のソーマ 餐ノ皿 - J.C.STAFF
  - 食戟のソーマ 神ノ皿 - J.C.STAFF
  - 食戟のソーマ 豪ノ皿 - J.C.STAFF
- 処刑少女の生きる道 - J.C.STAFF
- ジョーカー・ゲーム -  Production I.G
- 女子かう生 - アニメーションスタジオ・セブン
- 女子高生 GIRL'S-HIGH - ARMS
- 女子高生の無駄づかい - パッショーネ
- ジョジョの奇妙な冒険 - david production
  - ジョジョの奇妙な冒険 スターダストクルセイダース - david production
  - ジョジョの奇妙な冒険 ダイヤモンドは砕けない - david production
  - ジョジョの奇妙な冒険 黄金の風 - david production
  - ジョジョの奇妙な冒険 ストーンオーシャン - david production
- じょしらく - J.C.STAFF
- ジョニーサイファー - テレビ動画
- 白雪姫の伝説 - タツノコプロ
- 天狼 Sirius the Jaeger（シリウス） - P.A.WORKS
- シルクロード少年 ユート - オー・エル・エム デジタル
- 白い砂のアクアトープ - P.A.WORKS
- 白銀の意思 アルジェヴォルン - XEBEC
- しろくまカフェ - studioぴえろ
- 白聖女と黒牧師 - 動画工房
- 白猫プロジェクト ZERO CHRONICLE - project No.9
- 人外さんの嫁 - サエッタ
- 深海伝説MEREMANOID - キティフィルム
- 進化の実〜知らないうちに勝ち組人生〜 - HOTLINE
  - 真・進化の実〜知らないうちに勝ち組人生〜 -  HOTLINE
- シンカリオン チェンジ ザ ワールド - シグナル・エムディ、Production I.G
- ジンキ・エクステンド - feel.
- 神曲奏界ポリフォニカ - 銀画屋
- 進撃の巨人（第1期） - WIT STUDIO
  - 進撃の巨人 （第2期） - WIT STUDIO
  - 進撃の巨人 （第3期） - WIT STUDIO
  - 進撃の巨人 （第4期） - MAPPA
- 神撃のバハムート GENESIS - MAPPA
  - 神撃のバハムート VIRGIN SOUL -  MAPPA
- 真月譚 月姫 - J.C.STAFF
- 真拳伝説タイトロード - 東映動画
- 神魂合体ゴーダンナー!! - OLM、AIC A.S.T.A
  - 神魂合体ゴーダンナー!! SECOND SEASON - OLM、AIC A.S.T.A
- 戦国英雄伝説 新釈 眞田十勇士 The Animation - グループ・タック、G&G
- 新白雪姫伝説プリーティア - ハルフィルムメーカー
- 新世紀エヴァンゲリオン - GAINAX、タツノコプロ
- 神世紀伝マーズ - プラム、スタジオガッツ
- 人生相談テレビアニメーション「人生」 - feel.
- 新世界より - A-1 Pictures
- 新撰組異聞PEACE MAKER - GONZO DIGIMATION
- 人造昆虫カブトボーグ V×V - G&G
- 人造人間キカイダー THE ANIMATION - RADIX
- 新造人間キャシャーン - タツノコプロ
  - キャシャーン Sins - マッドハウス
- 新宝島 - 虫プロ
- 新竹取物語 1000年女王 - 東映動画
- 慎重勇者〜この勇者が俺TUEEEくせに慎重すぎる〜 - WHITE FOX
- シンデレラ物語 - タツノコプロ
- 神鵰侠侶 コンドルヒーロー - 日本アニメーション、Jade
- 真の仲間じゃないと勇者のパーティーを追い出されたので、辺境でスローライフすることにしました - スタジオフラッド
  - 真の仲間じゃないと勇者のパーティーを追い出されたので、辺境でスローライフすることにしました 2nd - スタジオフラッド
- 神八剣伝 - パブリック&ベーシック
- 神秘の世界エルハザード - AIC
  - 異次元の世界エルハザード - AIC
- 新妹魔王の契約者 - プロダクションアイムズ
  - 新妹魔王の契約者 BURST - プロダクションアイムズ
- 新米オッサン冒険者、最強パーティに死ぬほど鍛えられて無敵になる。- ゆめ太カンパニー
- 新米錬金術師の店舗経営 - ENGI
- 真マジンガー 衝撃! Z編 - BEE・MEDIA、Code
- 真・女神転生デビチル - トムス・エンタテインメント
  - 真・女神転生Dチルドレン ライト&ダーク - アクタス→スタジオコメット
- 侵略!イカ娘 - ディオメディア
  - 侵略!?イカ娘 - ディオメディア
- 人類は衰退しました - AIC ASTA
- 神霊狩/GHOST HOUND - Production I.G
- 心霊探偵 八雲 - ビィートレイン

## す
- 翠星のガルガンティア - Production I.G
- スーキャット - ナック
- スージーちゃんとマービー - NHK
- スーパーカブ - スタジオKAI
- 超GALS!寿蘭（スーパーギャルズ ことぶきらん） - スタジオぴえろ
- スーパージェッター - TCJ
- スーパーヅガン - スタジオディーン
- スーパードール★リカちゃん - マッドハウス
- スーパーフィッシング グランダー武蔵 - 日本アニメーション
  - グランダー武蔵RV - 日本アニメーション
- スーパーロボット大戦OG -ディバイン・ウォーズ- - OLM
  - スーパーロボット大戦OG -ジ・インスペクター- - 旭プロダクション
- ズーブルズ - DONGWOO ANIMATION
- スカイガールズ - J.C.STAFF
- スカイヤーズ5 - TCJ
- スカルマン THE SKULL MAN - ボンズ
- 好きっていいなよ。 - ゼクシズ
- スキップとローファー - P.A.WORKS
- スキップ・ビート! - ハルフィルムメーカー
- 好きなものは好きだからしょうがない!! - ゼクシズ
- 好きな子がめがねを忘れた - GoHands
- スクールガールストライカーズ Animation Channel - J.C.STAFF
- スクールランブル - スタジオコメット
  - スクールランブル 二学期 - スタジオコメット
- スクライド - サンライズ
- スクラップド・プリンセス - ボンズ
- スケアクロウマン - トムス・エンタテインメント
- スケッチブック 〜full color's〜 - ハルフィルムメーカー
- 洲崎西 THE ANIMATION
- 涼風（すずか） - スタジオコメット
- 涼宮ハルヒの憂鬱 - 京都アニメーション
  - 涼宮ハルヒちゃんの憂鬱 - 京都アニメーション
  - 長門有希ちゃんの消失 - サテライト
- すすめ!キッチン戦隊クックルン - ODDJOB
- 進めシスコン - 電通映画社、スタジオKAI
- スターオーシャンEX - スタジオディーン
- スターシップ・オペレーターズ - J.C.STAFF
- スタミュ - C-Station
- ずっこけナイトドンデラマンチャ - 国際映画社、葦プロ
- スティッチ! - マッドハウス
- 素敵探偵ラビリンス - スタジオディーン
- ステラ女学院高等科C3部 - GAINAX
- ステラのまほう - SILVER LINK.
- ストップ!! ひばりくん! - 東映動画
- ストライクウィッチーズ - GONZO
  - ストライクウィッチーズ2 - AIC
- ストライク・ザ・ブラッド - SILVER LINK. / CONNECT
- ストラトス・フォー - スタジオ・ファンタジア
- ストリートファイターII V - グループ・タック
- ストレイシープ ポーのちっちゃな大冒険 - グループ・タック
- ストレンジドーン（STRANGE DAWN） - ハルフィルムメーカー
- ストレンジ・プラス - セブン
- スナックバス江 - スタジオぷYUKAI
- スナックワールド - OLM Digital, Inc.
- 砂ぼうず - GONZO
- すのはら荘の管理人さん - SILVER LINK.
- スパイ教室 - feel.
- スパイダーライダーズ 〜オラクルの勇者たち〜 - Bee Train
- スパイラル 〜推理の絆〜 - J.C.STAFF
- スパロウズホテル - HOTLINE
- スペースコブラ - 東京ムービー新社
- スプーンおばさん - スタジオぴえろ
- スペース☆ダンディ - ボンズ
- すべてがFになる THE PERFECT INSIDER - A-1 Pictures
- スポーツ大佐 - STUDIO 4℃
- 住めば都のコスモス荘 すっとこ大戦ドッコイダー - ユーフォーテーブル
- すもももももも ～地上最強のヨメ～ - スタジオ雲雀
- スライム倒して300年、知らないうちにレベルMAXになってました - REVOROOT
- スレイヤーズ - イージーフィルム
  - スレイヤーズ NEXT - イージーフィルム
  - スレイヤーズ TRY - イージーフィルム
  - スレイヤーズ REVOLUTION - J.C.STAFF
  - スレイヤーズ EVOLUTION‐R - J.C.STAFF
- スロウスタート - CloverWorks
- スローループ - CONNECT

## せ
- 正解するカド - 東映アニメーション
- 星界の紋章 - サンライズ
  - 星界の戦旗 - サンライズ
  - 星界の戦旗II - サンライズ
- 世紀末オカルト学院 - A-1 Pictures
- 世紀末救世主伝説 北斗の拳 - 東映動画
  - 世紀末救世主伝説 北斗の拳2 - 東映動画
  - 北斗の拳 ラオウ外伝 天の覇王 - サテライト
- 正義を愛する者 月光仮面 - ナック
- セイクリッドセブン - サンライズ
- 聖剣学院の魔剣使い - パッショーネ
- 聖剣使いの禁呪詠唱 - diomedéa
- 聖剣の刀鍛冶 - マングローブ
- 星刻の竜騎士 - C-Station
- 聖痕のクェイサー - フッズエンタテインメント
  - 聖痕のクェイサーII - フッズエンタテインメント
- 星銃士ビスマルク - スタジオぴえろ
- 聖戦士ダンバイン - 日本サンライズ
- 聖者無双〜サラリーマン、異世界で生き残るために歩む道〜 -  横浜アニメーションラボ＆クラウドハーツ
- せいぜいがんばれ!魔法少女くるみ
- 青春ブタ野郎はバニーガール先輩の夢を見ない - CloverWorks
- 聖女の魔力は万能です - ディオメディア
  - 聖女の魔力は万能です Season2 -  ディオメディア
- 聖天折紙戦士ドラファラード - 同友アニメーション
- 生徒会の一存 - スタジオディーン
  - 生徒会の一存 Lv.2 - AIC
- 生徒会役員共 - GoHands
  - 生徒会役員共* - GoHands
- セイバーマリオネットJ - JUNIO
  - セイバーマリオネットJtoX - ハルフィルムメーカー
- 星方天使エンジェルリンクス - サンライズ
- 星方武侠アウトロースター - サンライズ
- 声優戦隊ボイストーム7 81プロデュース
- 声優ラジオのウラオモテ - CONNECT
- 西洋骨董洋菓子店 〜アンティーク〜 - 日本アニメーション
- 精霊幻想記 - トムス・エンタテインメント
  - 精霊幻想記2 - トムス・エンタテインメント/第6スタジオ
- 精霊使いの剣舞 - ティー・エヌ・ケー
- 精霊の守り人 - Production I.G
- セイレン - Studio五組 × AXsiZ
- 聖闘士星矢（セイントセイヤ） - 東映動画
  - 聖闘士星矢Ω - 東映アニメーション
  - 聖闘士星矢: Knights of the Zodiac - 東映アニメーション
- 世界一初恋 - スタジオディーン
  - 世界一初恋2 - スタジオディーン
- 世界最高の暗殺者、異世界貴族に転生する -  SILVER LINK.×studio ぱれっと
- 世界征服〜謀略のズヴィズダー〜 - A-1 Pictures
- 世界でいちばん強くなりたい! - アームス
- 世界の王者・キングコング大会 - 東映動画、ヴィデオクラフト
- 世界名作童話シリーズ ワ〜ォ!メルヘン王国 - 東映動画
- 世界ものしり旅行 - オフィス・ユニ
- セキレイ - アニプレックス、セブン・アークス、ムービック
  - セキレイ〜Pure Engagement〜 - セブン・アークス
- セクシーコマンドー外伝 すごいよ!!マサルさん - マジックバス
- 絶園のテンペスト - ボンズ
- 石膏ボーイズ - ライデンフィルム
- 絶対可憐チルドレン - SynergySP
  - THE UNLIMITED 兵部京介 - マングローブ
- 絶対少年 - 亜細亜堂
- 絶体絶命でんぢゃらすじーさん - スタジオ雲雀
- 絶対正義ラブフェロモン - RADIX
- 絶対防衛レヴィアタン - GONZO
- 絶対無敵ライジンオー - サンライズ
- 瀬戸の花嫁 - GONZO、AIC
- 07-GHOST（セブンゴースト） - スタジオディーン
- セラフィムコール - サンライズ
- ゼロから始める魔法の書 - WHITE FOX
- 0歳児スタートダッシュ物語 - 株式会社秋水社
- 009-1（ゼロゼロナインワン） - 石森エンタテインメント
- 0戦はやと - ピープロ
- ゼロテスター（ゼロテスター 地球を守れ！） - 東北新社、創映社
- ゼロの使い魔 - J.C.STAFF
  - ゼロの使い魔〜双月の騎士〜 - J.C.STAFF
  - ゼロの使い魔〜三美姫の輪舞〜 - J.C.STAFF
  - ゼロの使い魔F - J.C.STAFF
- 世話やきキツネの仙狐さん - 動画工房
- 仙界伝 封神演義 - スタジオディーン
- 戦姫絶唱シンフォギア - エンカレッジフィルムズ、サテライト
  - 戦姫絶唱シンフォギアG - サテライト
  - 戦姫絶唱シンフォギアGX - サテライト
  - 戦姫絶唱シンフォギアAXZ - サテライト
  - 戦姫絶唱シンフォギアXV - サテライト
- 閃光のナイトレイド - A-1 Pictures
- 戦国乙女〜桃色パラドックス〜 - トムス・エンタテインメント
- 戦国コレクション - Brain's・Base
- 戦国BASARA - Production I.G
  - 戦国BASARA弐 - Production I.G
  - 戦国BASARA Judge End - テレコム・アニメーションフィルム
- 戦国魔神ゴーショーグン - 葦プロ
- 戦国無双SP 〜真田の章〜 - NAS
  - 戦国無双 (アニメ) - 手塚プロダクション
- 戦国妖狐 - WHITE FOX
  - 戦国妖狐 千魔混沌編 - WHITE FOX
- 全修。 - MAPPA
- 千銃士 - TMS/たぶるいーぐる
- 戦場のヴァルキュリア - A-1 Pictures
- せんせいのお時間 - J.C.STAFF
- 戦隊大失格 - Yostar Pictures
- 戦隊レッド 異世界で冒険者になる - サテライト
- センチメンタルジャーニー - サンライズ
- 戦闘員、派遣します! - J.C.STAFF
- 戦闘メカ ザブングル - 日本サンライズ
- セントールの悩み -  エンカレッジフィルムズ
- 聖ルミナス女学院 - パイオニアLDC
- 仙人部落 - TCJ
- 先輩がうざい後輩の話 - 動画工房
- 先輩はおとこのこ - project No.9
- ぜんまいざむらい - アニプレックス
- 戦勇。 - Ordet × LIDEN FILMS
- 戦翼のシグルドリーヴァ - A-1 Pictures
- 閃乱カグラ - アニメーションスタジオ・アートランド
  - 閃乱カグラ SHINOVI MASTER -東京妖魔篇- - ティー・エヌ・ケー
- 川柳少女 - CONNECT
- 全力ウサギ - トムス・エンタテインメント

## そ
- ゾイド -ZOIDS- - XEBEC
  - ゾイド新世紀Ø（ - スラッシュゼロ） - XEBEC
  - ゾイドフューザーズ - 小学館プロダクション
  - ゾイドジェネシス - 小学館プロダクション
- 蒼穹のファフナー - XEBEC
  - 蒼穹のファフナー RIGHT OF LEFT - XEBEC
  - 蒼穹のファフナー EXODUS -  XEBECzwei
- 草原の少女ローラ - 日本アニメーション
- 装甲騎兵ボトムズ - 日本サンライズ
- 奏光のストレイン - スタジオ・ファンタジア
- 創聖のアクエリオン - サテライト
  - アクエリオンEVOL - サテライト×エイトビット
  - アクエリオンロゴス - サテライト、C2C
- 双星の陰陽師 - studioぴえろ
- 葬送のフリーレン -  マッドハウス
- 蒼天航路 - マッドハウス
- 蒼天の拳 - 蒼天スタジオ
  - 蒼天の拳 REGENESIS - ポリゴン・ピクチュアズ
- ソウナンですか? - Ezo'la
- 宗谷物語 - 国際映画社
- ソウルイーター - ボンズ
  - ソウルイーターノット! - ボンズ
- ソードアート・オンライン - A-1 Pictures
  - ソードアート・オンラインII - A-1 Pictures
  - ソードアート・オンライン アリシゼーション - A-1 Pictures
  - ソードアート・オンライン アリシゼーション War of Underworld - A-1 Pictures
- ソードアート・オンライン オルタナティブ ガンゲイル・オンライン - Studio 3Hz
  - ソードアート・オンライン オルタナティブ ガンゲイル・オンラインⅡ- A-1 Pictures
- 即死チートが最強すぎて、異世界のやつらがまるで相手にならないんですが。 - オクルトノボル
- そにアニ -SUPER SONICO THE ANIMATION- - WHITE FOX
- ソニックX - 東京ムービー
- その着せ替え人形は恋をする -  CloverWorks
- その時、カノジョは。  - MASTER RIGHTS
- そばかすプッチー - フジテレビエンタープライズ
- そふてにっ - XEBEC
- ソマリと森の神様 - サテライト、HORNETS
- 空色ユーティリティ - Yostar Pictures
- ソラとウミのアイダ - TMS/だぶるいーぐる
- そらのおとしもの - AIC A.S.T.A.
  - そらのおとしものf - AIC ASTA
- 宙のまにまに - スタジオコメット
- 天体のメソッド - Studio 3Hz
- ソ・ラ・ノ・ヲ・ト - A-1 Pictures
- 宇宙よりも遠い場所 - マッドハウス
- 宇宙をかける少女 - サンライズ
- 空を見上げる少女の瞳に映る世界 - 京都アニメーション
- それいけ!アンパンマン - トムス・エンタテインメント
- それが声優! - GONZO
- それでも歩は寄せてくる - SILVER LINK.
- それでも世界は美しい - studioぴえろ
- それでも町は廻っている - シャフト
- それゆけ!宇宙戦艦ヤマモト・ヨーコ - ティーアップ&J. C. STAFF
- それゆけ! 外道乙女隊 - RADIX
- ゾンビランドサガ - MAPPA
  - ゾンビランドサガ リベンジ - MAPPA
- ゾン100〜ゾンビになるまでにしたい100のこと〜 - BUG FILMS